# Mihaliç (formaggio)
Il Mihaliç (in Turco: Mihaliç peyniri) è un formaggio stagionato duro e salato turco prodotto nelle regioni di Bursa e Balıkesir, di solito a base di latte crudo intero di pecora riccia. Simile al formaggio kelle o al beyaz peynir, il Mihaliç peyniri è conservato in salamoia.

## Denominazione
Esso prende il nome da Mihaliç, il vecchio nome del distretto di Karacabey della provincia di Bursa. Oltre che a Karacabey, esso viene prodotto anche nei distretti di Susurluk e Gönen. Popolarmente è chiamato anche Magliç.

## Produzione
La cagliata viene posta in acqua calda e mescolata, quindi lasciata nell'acqua per indurirsi e acquisire una consistenza compatta, leggermente elastica e infine salata ed essiccata. È realizzato in varie dimensioni e forme, di solito sfere o fette.

## Caratteristiche
Il formaggio è duro, oleoso, salato e ben poroso. Per questo motivo, esso si conserva abbastanza bene. Il Mihaliç contiene il 45% di grassi. Esso possiede una crosta di 2-3 mm di spessore e occhiatura rotonda con alveoli di diametro fra 3 e 4 mm.

## Utilizzo
Il Mihaliç può essere utilizzato come sostituto del Parmigiano Reggiano. 
È usato soprattutto per la farcitura del toast noto come toast di Susurluk (in Turco: susurluk tostu). Questo formaggio inoltre viene spesso usato in insalate e piatti da forno.